# جانگ هیون سونگ (بازیگر)
جانگ هیون سونگ (کره‌ای: 장현성؛ زادهٔ ۱۷ ژوئیه ۱۹۷۰) بازیگر اهل کره جنوبی است. او حرفه بازیگری خود را به عنوان یکی از اعضای کمپانی تئاتر هاک‌جون آغاز کرد پیش از اینکه در فیلم‌ها و مجموعه‌های تلویزیونی ایفای نقش کند.